# Šinran Šónin
Šinran Šónin (japonsky: 親鸞 Šinran; 21. května 1173 Kjóto – 16. ledna 1263 Kjóto) byl japonský buddhistický mnich, zakladatel buddhistické školy Džódo šinšú (Pravá sekta Čisté země), jež byla později obvykle nazývána Ikkó (Sekta Jediného směřování, Ikkóšú). Byl žákem Hónena, zakladatele Džódo šú (Sekta Čisté země), jiné školy japonského buddhismu.
Šinranovým hlavním dílem byl spis „Pravé učení, praxe a uskutečnění cesty čisté země“ (Kendžódo šindžicu kjógjó šómonrui) dokončený v roce 1247.

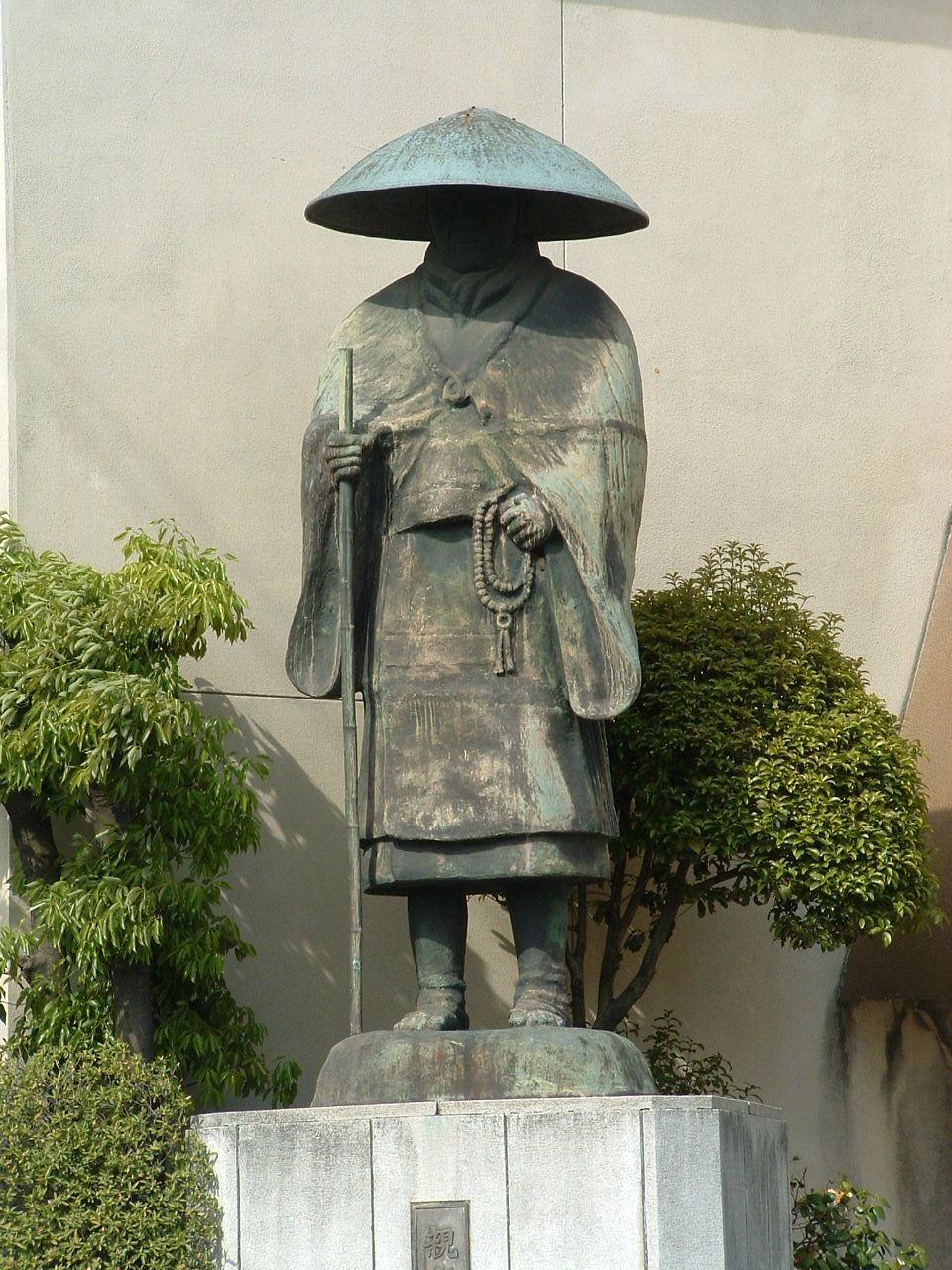
Šinranova socha v Kjótu